# Biennale
En biennale er en fest, udstilling eller lignende, der afholdes hvert andet år. Ordet, der kommer fra italiensk er mest kendt i kunstnerkredse for den internationalt kendte Venedig-biennale, som foregår på et stort udstillings- og parkområde i Venezia, hvor hvert land har sin egen pavillon. Udstillingen er blevet arrangeret siden starten af 1900-tallet. Andre internationale kunstudstillinger, som foregår hvert andet år, benytter navnet, se f.eks. nedenfor.

## Nogle andre biennaler
- Socle du Monde, på mange venues i og omkring Herning. Kurateret af og gennem HEART
- Biennale de l'An 3000 i São Paulo
- Berlin Biennale, international udstilling af samtidskunst i Berlin
- Brussels Biennial , af samtidskunst i Bruxelles
- Bucharest Biennale i Bukarest, Rumænien
- CAFKA, Canadian Biennale of Contemporary Art (af samtidskunst)
- Manifesta, Europæisk Biennale for samtidskunst i varierende europæiske byer
- Moskva Biennale i Moskva (Rusland)
- Mostra di Architettura di Venezia, International arkitekturbiennale i Venezia
- Münchener Biennale, international festival for nye musikteatre i München
- Iowa Biennial, i Iowa, (USA)
- Internationale Architektur Biennale i Rotterdam
- Biennale of Sydney Australia
- Bienal de São Paulo kunstbiennale i São Paulo
- Singapore Biennale, afholdes forskellige steder i Singapore
- Liverpool Biennial, Liverpool
- Kwangju Biennale i Kwangju (også skrevet Gwangju), Sydkorea
- Ljubljana Graphic Biennale i Ljubljana, Slovenien
- Tirana Biennale, i Tirana, Albanien
- Istanbul Biennial, i Istanbul, Tyrkiet
- Biennale of Iranian Graphic Designers, i Teheran, Iran
- Biennale of Miniature Art, i Częstochowa, Polen
- Göteborg International Biennial For Contemporary Art Göteborg,Sverige
- Vancouver Sculpture Biennale, i Vancouver (Canada)
- Nørrekær Biennalen, Aggersund nær Løgstør (Danmark)